# 문군자
문군자(文郡子, 1943년 5월 5일~)는 대한민국의 정치인이다. 제5대 서대문구의원을 지냈다.

## 학력
- 김포국교 졸
- 수원여자중학교 졸
- 수원여자고등학교 졸
- 5년제 한국방송통신대학교 행정학과 학사
- 중앙대학교 사회개발대학원 사회과학 석사

## 경력
- 1962년 경기도 YWCA 중앙위원회 중앙총무위원 겸 중앙경리사무행정위원(1981년 퇴임)
- 1968년 경기도 YWCA 중앙위원회 위원장 비서실 부대변인 겸직(1981년 퇴임)
- 제5대 서울 서대문구의원 (2006년 7월 1일 ~ 2010년 6월 30일)

## 역대 선거 결과
|  | 24.10% |

|  | 10.63% |